# Бартоломео Монтанья

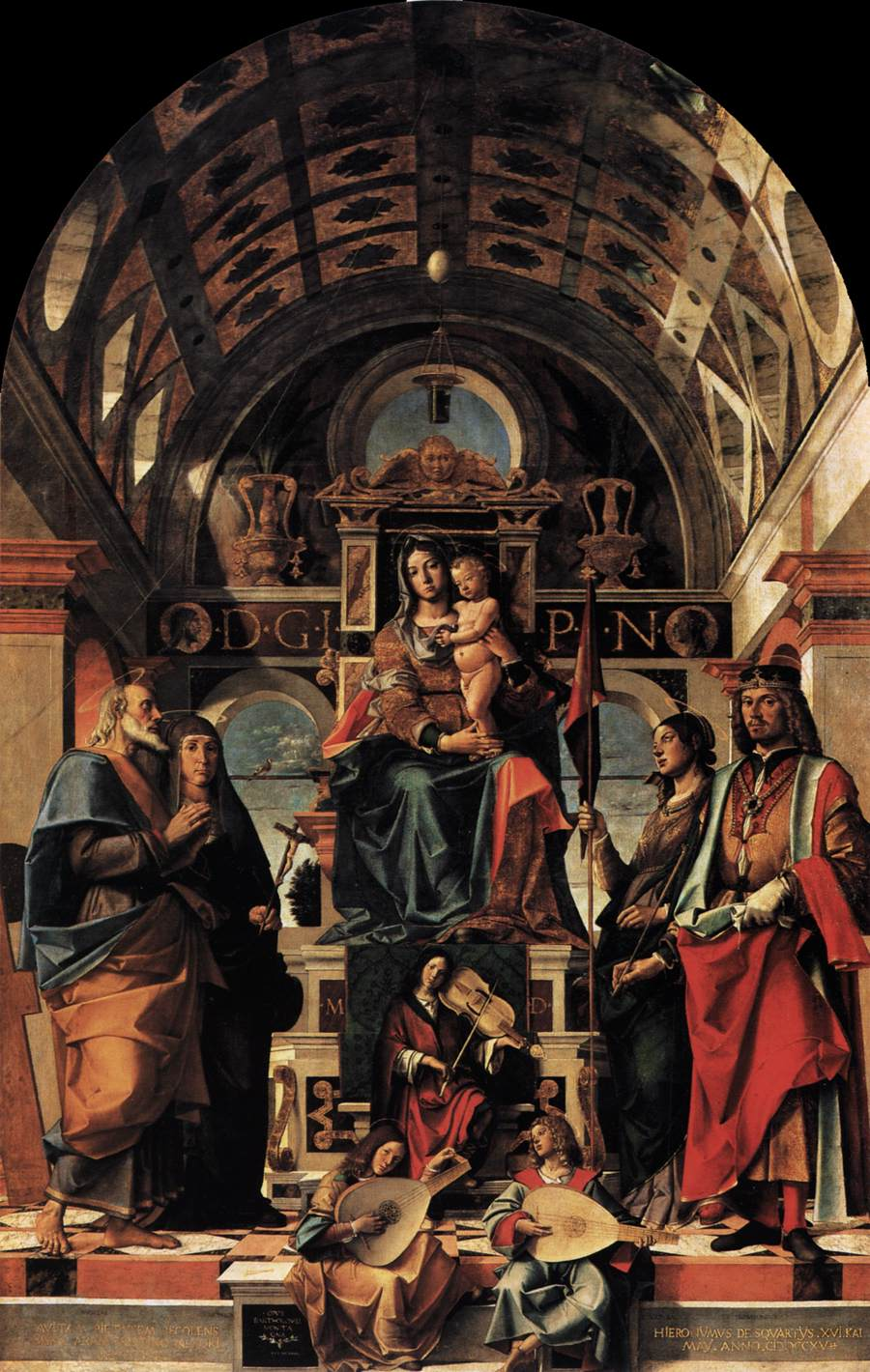
«Мадонна з немовлям і святими», 1498, Пінакотека Брера, Мілан

Бартоломе́о Монта́нья (італ. Bartolomeo Montagna), також відомий як Бартоломе́о Чінка́ні (італ. Bartolomeo Cincani; бл. 1450, Орцінуові, Брешія — 11 жовтня 1523, Віченца) — італійський живописець.

## Біографія
Народився в Орцінуові (Брешія). Навчався, ймовірно, у Вероні, в майстерні Доменіко Мороні. У своїй творчості Монтатья зазнав помітного впливу венеційської школи, особливо художників кола Джованні Белліні. В його роботах також помітні риси суворого стилю Андреа Мантеньї, і детальністю відтворення вони нагадують полотна Вітторе Карпаччо.
Монтанья працював у Венеції і Вероні, але найбільше — у Віченці. Він писав полотна на релігійні сюжети, що відрізняються суворою композиційною побудовою і жорстким світлотональним моделюванням. Творчість Монтаньї помітно вплинула на художників фріульської школи, особливо Пеллегріно і Порденоне. Його син, Бенедетто Монтанья, також став художником, продовживши сімейну традицію.
Художник помер 11 жовтня 1523 року у Віченці.